# UFC 209
UFC 209: Woodley vs. Thompson 2 var en MMA-gala som arrangerades av Ultimate Fighting Championship och ägde rum 4 mars 2017 i Las Vegas i USA. 

## Resultat
1. ↑  Titelmatch i weltervikt.